# Ares Ludovisi
O Ares Ludovisi é uma famosa estátua do deus grego Ares, preservada na coleção do Palazzo Altemps do Museu Nacional Romano, em Roma, na Itália.
A obra é uma cópia romana em mármore, em tamanho natural, realizada na época antonina, de um original grego perdido, atribuído ora a Escopas ora a Lísipo. É possível que o original fosse uma releitura helenística de um Ares colossal em bronze de Escopas. Ares é representado como um jovem atlético, vestido com um manto que lhe descobre o torso, repousando sentado sobre um troféu de armas e com as mãos cruzadas sobre o joelho, uma postura de todo incomum na iconografia do deus. Eros, deus do amor, brinca a seus pés, numa alusão ao papel de Ares como deus da virilidade e amante ideal de Afrodite.
A estátua foi descoberta em 1622, sendo aparentemente parte de um grupo que adornava um templo de Marte fundado em 132 a.C. por Brutus Callaecus perto do Circo Flamínio, em Roma. Adquirida pelo cardeal Ludovico Ludovisi, sobrinho do papa Gregório XV, foi instalada em sua luxuosa villa na Porta Pinciana, construída no local onde César e Otávio tiveram suas villas imperiais. A peça foi então restaurada pelo jovem Bernini, que poliu mais as superfícies e acrescentou com grande habilidade o pé direito que faltava, a mão direita, o cabo da espada e dois dedos da mão esquerda. O Eros também possivelmente é uma adição sua, já que não aparece nas primeiras descrições e réplicas que se fizeram da estátua logo após seu descobrimento. De fato, o achado causou sensação na época. Giovanni Battista Susini a copiou em escala menor em 1630, e outras cópias em gesso, em tamanho natural, seguiram para várias coleções da Europa.
A obra recebeu enorme divulgação, que chegou ao seu auge no período neoclássico, quando visitá-la era uma das obrigações dos que faziam o Grand Tour europeu. Johann Joachim Winckelmann, o grande teórico do Neoclassicismo, disse que ela era a mais bela representação do deus que chegara aos tempos modernos. Tornou-se também um modelo largamente imitado por estudantes de escultura do período. Piranesi a reproduziu em gravura, com larga circulação.